# Rudolf Pringsheim

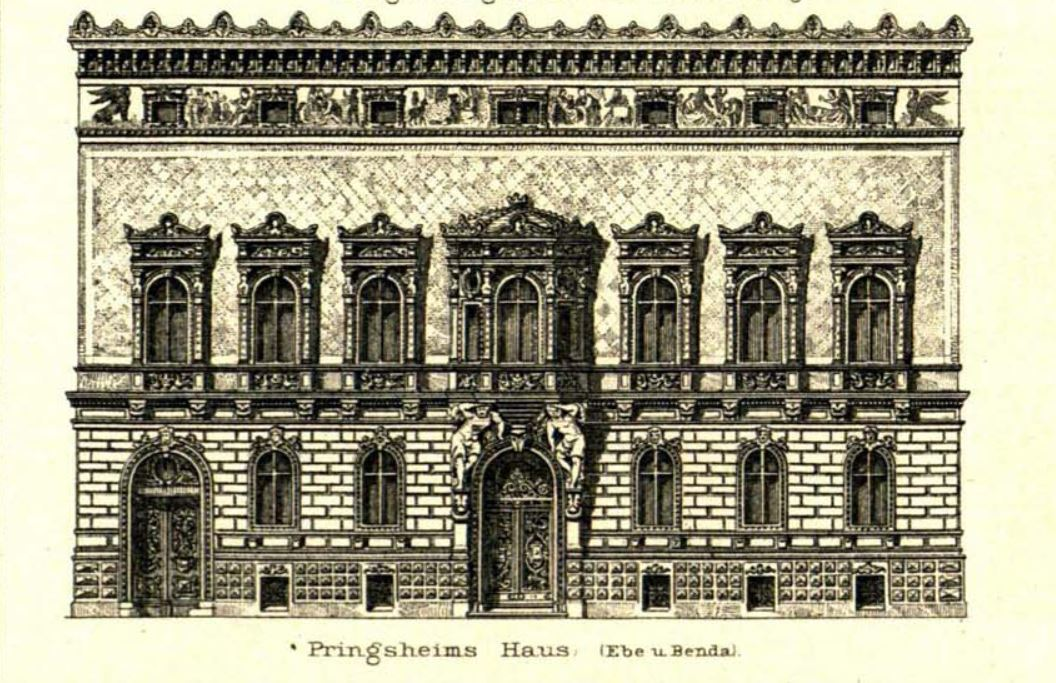
Das Palais Pringsheim in Meyers Konversationslexikon (1885)

Rudolf Pringsheim zu Rodenberg (* 3. April 1821 in Oels; † 19. Oktober 1906 in Berlin, auch Rudolph Pringsheim) war ein deutscher Eisenbahn- und Bergbau-Unternehmer in Oberschlesien.

## Leben und Wirken
Rudolf Pringsheim entstammte der deutsch-jüdischen Kaufmannsfamilie Pringsheim aus Schlesien. Sein Vater Heymann Pringsheim aus Oels war Fabrikant und Gutsbesitzer. Seine Mutter war Henriette, geborene Unger. Er heiratete Paula Deutschmann (1827–1909), die Tochter eines königlich preußischen Lotterieeinnehmers. Sein Sohn war der Mathematiker Alfred Pringsheim (1850–1941).
Er hatte ab 1860 einen wesentlichen Anteil an der Verkehrserschließung des oberschlesischen Kohlereviers. Er verband die Gruben in dem schwer zugänglichen Gelände zunächst mit Pferdebahnen, später stellte er auf Dampflokomotiven um. Das weit verzweigte Streckennetz der Oberschlesischen Schmalspurbahn umfasste fünfunddreißig Gruben, von denen er selbst einige erwarb. Als der preußische Staat das Streckennetz übernahm, wurde er großzügig entschädigt. Einen Teil des Geldes investierte er in die von ihm begründete Aktiengesellschaft Ferrum, die großen Profit abwarf.
Um ihn von seinem ebenfalls im Eisenbahngeschäft tätigen Vetter Hugo Pringsheim zu unterscheiden, nannte man Rudolf scherzhaft den „schmalspurigen Pringsheim“, Hugo dagegen den „großspurigen Pringsheim“.
Rudolf Pringsheim war der Großvater von Katia Mann geborene Pringsheim, der Frau von Thomas Mann.
Pringsheim starb 1906 in Berlin und wurde auf dem Waldfriedhof München-Großhadern beigesetzt.

„Ein angesehener Berliner Bürger, der Rittergutsbesitzer Rudolf Pringsheim, ist im 86. Lebensjahre hier gestorben. Obwohl der Verstorbene niemals im öffentlichen Leben besonders hervorgetreten ist, erweckt sein Hinscheiden gerade für Berlin vielfache Erinnerungen. Aus Breslau stammend und im Besitze eines großen Vermögens, ließ Rudolf Pringsheim für sich einen der ersten der vornehmen Privatpaläste errichten, die entstanden, als Berlin sich von der preußischen Residenz zur Hauptstadt des Deutschen Reiches erhöht sah. In den Jahren 1872 bis 1874 erbauten die Architekten Ebe und Benda in der Wilhelmstraße 76 das bekannte Pringsheimsche Palais, das schnell durch die Originalität seiner Fassade und deren kunstvolle Ausführung eine Berliner Sehenswürdigkeit wurde. Es zeigt an der Außenseite einen Fries, der nach Entwürfen von Anton v. Werner das menschliche Leben darstellt und von Salviati in Venedig in Mosaik ausgeführt wurde. Des Verblichenen einziger Sohn, Dr. Alfred Pringsheim, lebt als Professor an der Universität in München und ist ein hervorragender Mathematiker.“

### Palais Pringsheim
→ Hauptartikel: Palais Pringsheim
1869 erwarb Rudolf Pringsheim, jetzt unter dem Namen Pringsheim zu Rodenberg, in Berlin das Grundstück Wilhelmstraße 67 und ließ darauf 1872–1874 nach Plänen der Architekten Gustav Ebe und Julius Benda ein äußerst repräsentatives Palais errichten, das schon bald als Sehenswürdigkeit galt. Das wegen der ungewöhnlich farbigen Fassaden auch sogenannte „bunte Haus“ war innen mit großformatigen Wandbildern des Malers Anton von Werner ausgestattet, galt als Musterbeispiel des Historismus und wurde in der Publikation Berlin und seine Bauten mehrfach ausführlich gewürdigt. Seine auftrumpfende Gestaltung fand allerdings keine einhellige Zustimmung und Theodor Fontane kritisierte 1875 in einem Brief an seine Frau Emilie, dass „irgendein Pringsheim eine Kakel-Architektur in die Mitte langweiliger Häuser hineinstellen“ würde. 1910 verkauften die Pringsheim-Erben das Palais. Das im Zweiten Weltkrieg beschädigte Gebäude wurde 1950 abgerissen.